# Катенины
Кате́нины (изначально Котенины) — древний русский дворянский род, известный на костромской земле по меньшей мере с XV века. Род внесён в VI часть родословных книг Костромской и Владимирской губерний. Семья использовала печати с изображением герба.

## Происхождение и ранняя история
Первое документальное свидетельство о владении Катениных в Костромском крае — жалованная грамота, датированная 1446 годом (6954 год от сотворения мира). В этом году Козьма (Кузьма) Гаврилович Катенин, служивший князю Дмитрию Юрьевичу Шемяке в период междоусобной войны с Василием II Тёмным, получил от него в Угличе подтвердительную грамоту на владение сёлами Святицкое (ныне деревня Святица) и Клусеево (в грамоте — Хлусеевское) с деревней Якушевской (позже Якушев починок) на Чухломе и в Заболотье, которые, как следует из документа, и до этого были их вотчиной. Имение Клусеево непрерывно принадлежало роду Катениных на протяжении почти пяти веков, вплоть до национализации в 1918 году:104.
В последующие века представители рода занимали различные военные и административные должности:
- Сын Козьмы, Иван Кузьмич Катенин (ум. после 1490), был судьёй в Соли Галицкой (упом. 1485—1490)[3].
- Внук Козьмы, Третьяк (Третьян) Иванович Катенин, служил воеводой в Чухломе (1512), участвовал в походе на Казань (1531)[6]:105-106. Был наместником в Галиче[7].
- Сын Третьяка, Елизар Третьякович Катенин (Большой?), был головой над дворянами Галичского уезда[3]. Был также Елизар Иванович Меньшой[8].
- Лазарь Елизарович Катенин (сын Елизара Большого?), также голова над дворянами, в 1592 г. возглавлял отряд костромичей в походе на Новгород[3]. Имел сыновей Кирилла, Михаила и Фёдора[8].
- Иван Иванович Катенин (сын Ивана Фёдорова?), в царствование Бориса Годунова служил в Москве «объездчиком для береженья от огня» (упом. 1598[8], 1608[9]).
- Фёдор Лазаревич Катенин получил усадьбу Бореево по жалованной грамоте 1628 г. «за Московское осадное сидение в Королевичев приход» (1619)[10].
- Кирилл Лазаревич Катенин (ум. после 1630), галичанин. По писцовым книгам 1629 г., владел совместно с детьми (Андреем, Елизарием, Кириллом) вотчиной сельцом Бореево[11].
- Андрей Кириллович Катенин в 1619 г. участвовал в обороне Москвы от войск королевича Владислава и в 1624 г. был пожалован грамотой «за Московское осадное сидение» на вотчину — село Клусеево с деревнями[12][13].
- Елизар Кириллович Катенин получил в 1630 г. за выслугу деревни у Клусеева и в Ликурской волости. Жена — Агафья[8].
- Никита Андреевич Катенин (ум. 15 ноября 1691) — стряпчий (1678), затем стольник (1680—1686)[14]. Владел частью Бореева, где в 1677 г. построил церковь Богоявления. Дата смерти известна из фамильной Псалтыри[15].
- Иван Елизарович Катенин — московский дворянин (1692)[14].
- Илья Елизарович Катенин (ум. до 1717?) — стряпчий (1692)[14]. Сподвижник Петра I, участник подавления Стрелецкого бунта[3]. Владел Ильинским и Клусеевым. Жена — Мария Алексеевна Нелидова (ум. 1737)[8].
- Михаил Елизарович Катенин (ум. 1742) — губной староста в Парфеньево (1699). В 1708 г. получил деревни «за вечный мир с польским королем». Жена — Матрёна[8]. Его двор в Клусееве упом. в переписи 1717 г.[16].
- Никита Елизарьевич Катенин — стряпчий (1692)[14]. Воевода в Парфеньеве (1697—1708). Комиссар в Галиче (1718). Жена — Матрёна[8]. В 1700 г. в Чухломе «сыщик для воровских людей»[3]. Его скотный двор в Клусееве упом. в переписи 1717 г.[16].

К началу XVIII века Катениным принадлежали три крупных поместья в Чухломском уезде: Клусеево, Бореево и Занино.

## Род в XVIII веке
- Иван Ильич Катенин (сын Ильи Елизаровича). Его двор в Клусееве упом. в переписи 1717 г.[16] Жены: 1) М. А. Нелидова; 2) А. С. Немецкая[8].
- Иван Михайлович Катенин (ум. 1742, сын Михаила Елизаровича). Солдат л.-гв. Преображенского полка (1727), капрал (1740). Жена — Матрёна Семёновна Верховская[8].
- Иван Никитич Катенин (ум. 4 декабря 1737[17], сын Никиты Андреевича). Сержант лейб-гвардии[18]. Жена — Мавра Денисовна (ум. 1760)[19]. Дети:
  - Иван Иванович. Лейтенант Троицкого пехотного полка (1745). Бездетен[8].
  - Евграф Иванович (ум. младенцем)[8].
  - Василий Иванович (1716—1783). Полковник в отставке, костромской губернский прокурор, депутат Уложенной комиссии (1767)[20]. Дочь — Екатерина[3].
  - Фёдор Иванович (ок. 1725[21]—1787). Полковник в отставке[22]. Жена (с ок. 1755) — Матрёна Васильевна Толбузина[23] (или Голбузина[24]?) (1730—1783).
  - Ирина Ивановна. Муж — гвардии прапорщик Иван Якимович Водов[3].
  - Анна Ивановна. Муж — из рода Белкиных[3].
  - Надежда Ивановна. Муж — из рода Бартеневых[3].

## Основные ветви рода (конец XVIII—XIX вв.)
У Фёдора Ивановича Катенина и Матрёны Васильевны Толбузиной (или Голбузиной) было три сына и дочь Анна (р. 1756). В 1788 г. три брата разделили отцовское наследство:

### Старшая ветвь (от Александра Фёдоровича)
- Александр Фёдорович (1757—1808). Генерал-лейтенант (1799)[26]. Получил имение Бореево[27]. Имел там винный завод[27]. Жена (с 1780) — Дарья Андреевна Пурпур (1762 — после 1813)[28]. Дети (трое выживших из девяти):
  - Пётр Александрович (1787—1841). Статский советник[29]. Отличался жестокостью и жадностью[30].
  - Григорий Александрович (1789—1812). Прапорщик л.-гв. Преображенского полка (с 1811)[31].
  - Павел Александрович (1792—1853)[32].  Генерал-майор, писатель, критик, переводчик[33]. Сожительницей П. А. Катенина была Анна Алексеевна Шипова[8].

### Средняя ветвь (от Николая Фёдоровича)
- Николай Фёдорович (1760—1840-е). Секунд-майор в отставке, коллежский советник[34]. Получил имение Занино. Жена — Евдокия Ивановна Нелидова «Меньшой» (1762—1840-е)[35].
  - Иван Николаевич (1783—ок. 1854[3]). Полковник л.-гв. Измайловского полка[36][37]. Жены: 1) Лидия Петровна Скаржинская (ум. после 1812); 2) Надежда Михайловна Шипова (1796/98—ок. 1870).
    - (от 1-го брака) Ульяна Ивановна (р. 1812). Крестница Е. И. Нелидовой[38].
    - (от 2-го брака) Лидия Ивановна (р. 1817). Муж — полковник Ген[3].
      - Надежда Александровна Ген (1838—1912), писательница. Муж — В. М. Белозерский.

    - Николай Иванович (1818—1883). Инженер-полковник[39].
      - Надежда Николаевна (1852—1870).
      - Александра Николаевна (р. 1857).

    - Клеопатра Ивановна (р. 1819)[40].
    - Екатерина Ивановна (р. 1824). Муж — Иван Кузьмич Перфильев.
    - Евдокия Ивановна (р. 1824).
    - Александра Ивановна (1826—1852). Муж — Алексей Дмитриевич Бартенев[41].
    - Вера Ивановна (р. 1829)[42].
    - Михаил Иванович (1837—1891). Надворный советник[43][44].
      - Лидия Михайловна (р. 1878)[45].

### Младшая ветвь (от Андрея Фёдоровича)
- Андрей Фёдорович (1768—1835). Капитан в отставке[46]. Жертвовал на войну 1812 г.[47]
  - Александр Андреевич (1803—1860).  Генерал-адъютант, генерал-лейтенант[48]. Наследник П. А. Катенина и М. Ю. Лермонтовой[49]. Жена (с 1842) — В. И. Вадковская (1821—1863).
    - Николай Александрович (р. 1844), полковник[8].
    - Андрей Александрович (р. 1846), камергер[50].
    - Александр Александрович (1849—1917). Действительный тайный советник, камергер[51].
      - Евгений Александрович (1881—1942)[52].
        - (от 1) Татьяна Евгеньевна (р. 1926), филолог-индолог.
        - (от 1) Юрий Евгеньевич[27][уточнить].
        - (от 2) Дмитрий Евгеньевич (р. 1932), архитектор. Дочь Татьяна (р. 1968).
        - (от 2) Адриан Евгеньевич (р. 1935), геоботаник, к.б.н. Дети: Федор (1963—1979), Ольга (р. 1970), Евгений (р. 1981).

      - Татьяна Александровна (р. 1883)[53].
      - Юрий Александрович (ок. 1886—1918). Умер в 32 года от гриппа[54].

  - Фёдор Андреевич (1805—1829)[55].
  - Михаил Андреевич (1810—1862). Генерал-майор[56]. Жил во Владимирской губернии[57]. Дети: Андрей (1846—1865), Михаил (1852—1877), Мария (р. 1848), Вера.
  - Софья Андреевна (р. 1794)[8].
  - Анна Андреевна (р. 1804)[8].
  - Мария Андреевна (р. 1806). Муж — Николай Александрович Левашев[8].

## Усадьба Клусеево
Родовое имение Клусеево оставалось в собственности Катениных с 1446 по 1918 год. Ансамбль был перестроен Андреем Фёдоровичем Катениным на рубеже XVIII—XIX веков. Деревянный дом (ок. 1800) и руины каменной Никольской церкви (1793—1803) сохранились. В 1918 г. имение национализировано; усадебный архив и предметы искусства вывезены Костромским научным обществом. В архиве сохранилась фамильная Псалтырь. В доме, по описанию В. В. Звездина (1918), находились старинные гравюры, рояль, мебель, ковры, шесть фамильных портретов. Последние владельцы жили в Петербурге, сдавая земли в аренду. Усадьбу фактически вела тётка Александра Андреевича, Мария Юрьевна Лермонтова (ум. 1851).

### Планировка и символика парка
Андреем Фёдоровичем Катениным в Клусеево был создан оригинальный усадебный ансамбль с парком сложной планировки, которая, по гипотезе Д. Б. Ойнаса, несёт в себе масонскую символику, отражая путь познания. Центральным элементом парка был липовый лабиринт в форме концентрических кругов, вписанный в квадрат, ориентированный по сторонам света. Аллеи связывали дом, центр лабиринта и церковь, пересекая символическую водную преграду. Пруды также несли символическую нагрузку. Последующие владельцы планировку не меняли.

## Современность
Потомки рода Катениных проживают в России (Санкт-Петербург, Москва), Испании и Швейцарии.

### Исследования
- Катенины // Энциклопедический словарь Брокгауза и Ефрона : в 86 т. (82 т. и 4 доп.). — СПб., 1890—1907.
- Григоров А. А. Катенины // Из истории костромского дворянства / Сост., вступ. ст. и примеч. Н. А. Зонтикова. — Кострома: Костромской фонд культуры, 1993. — ISBN 5-7184-0005-9. Архивная копия от 30 ноября 2021 на Wayback Machine
- Сапрыгина Е. В. Вотчина Катениных // Памятники Отечества. Иллюстрированный альманах Всероссийского общества охраны памятников истории и культуры. — М., 1991. — № 1 (23). — С. 104—110. Архивная копия от 26 ноября 2021 на Wayback Machine
- Сапрыгина Е. В. Костромская вотчина Катениных. — Кострома, 1993.
- Ойнас Д. Б. О семантических особенностях планировки парка усадьбы Клусеево // Вестник Костромской археологической экспедиции. — Кострома, 2001. — Вып. 1. — С. 173—175. (Перепечатка: Неизвестное Клусеево (27 июня 2022). Дата обращения: 27 октября 2023.)
- Бобринский А. А. Дворянские роды, внесенные в Общий Гербовник Всероссийской Империи : в 2 т. — СПб. : тип. М. М. Стасюлевича, 1890. — Т. 1 : (До конца XVI столетия). — С. 530. — ISBN 978-5-88923-484-5.
- Род дворян Катениных Чухломского уезда (Реферат). F-MX.ru (содержит поколенную роспись Д. М. Белорукова, 1973 г.). Архивировано 27 октября 2023 года.